# Al pozzo di Giacobbe
Al pozzo di Giacobbe (sottotitolo: “Il dialogo rivoluzionario tra Gesù e la Samaritana”) fa riferimento all'episodio narrato nel capitolo 4 del Vangelo di Giovanni. Gesù si ferma al Pozzo di Giacobbe presso il villaggio di Sicar e incontra una donna Samaritana. Nasce un dialogo dalle battute vivaci, intriso di spirito ecumenico. Proprio sui messaggi espressi in relazione al dialogo ecumenico e interreligioso vertono i contributi raccolti da Paolo Bill Valente nel volume. Scrivono sul tema gli studiosi della Bibbia Paolo De Benedetti e Bruno Maggioni, il monaco brasiliano Marcelo Barros, i teologi Carlo Molari, Franco Mosconi, Brunetto Salvarani e Lilia Sebastiani, il vescovo burkinabé Joachim Ouédraogo, il vescovo beninese Paul Kouassivi Vieira e i vescovi italiani Luigi Bettazzi e Vincenzo Paglia, le pastore protestanti Odja Barros, Lidia Maggi, Letizia Tomassone, i missionari Bruna Menghini, Gioele Salvaterra e Renato Kizito Sesana, la biblista indiana Rekha M. Chennattu, oltre a personaggi come Viviana Ballarin, Paola Bignardi, Giancarlo Bruni, Arrigo Chieregatti, Luigi Sandri, Michele Tomasi e Maria Voce. In appendice l'esperienza nel campo del dialogo interreligioso dell'associazione Pozzo di Giacobbe - Jakobsbrunnen.
Il libro è edito da Il Margine, Trento 2013.